# Mantorras
Pedro Manuel Torres, noto come Mantorras (Luanda, 18 marzo 1982), è un ex calciatore angolano, di ruolo attaccante.
Nel 2001 è stato inserito nella lista dei migliori calciatori stilata da Don Balón. Sempre nel 2001 si è classificato decimo nella classifica di Calciatore africano dell'anno, a pari merito con il tunisino Zoubeir Baya.

## Carriera

### Club
Cresciuto nel Progresso e nell'Alverca, nel 1999 l'Alverca lo ha inserito in prima squadra. Dopo una prima stagione in cui ha collezionato solamente 5 presenze, nella stagione 2000-2001 ha trovato maggiore continuità, totalizzando 26 presenze e 10 reti in campionato. Nell'aprile 2001 è passato al Benfica, che lo ha prelevato dall'Alverca per 5 milioni di euro. Il debutto ufficiale con le aquile è avvenuto l'11 agosto 2001, nell'incontro di campionato Varzim-Benfica (2-2). Nel dicembre 2001 ha riportato un infortunio al ginocchio destro. Nel 2002 ha avuto una grave ricaduta alla cartilagine del ginocchio destro, che ha richiesto uno stop fino al 2004. Rientrato in campo nel 2004, ha contribuito alla vittoria del campionato portoghese e della Supercoppa del Portogallo. Il 4 luglio 2005 ha rinnovato il proprio contratto con il Benfica fino al 2011. Nelle stagioni successive è stato vittima di altri infortuni che lo hanno tenuto fuori dal campo per diverso tempo. Nel 2009 è diventato ambasciatore del club lusitano, senza abbandonare la carriera calcistica. Fra il 2010 e il 2011 ha più volte annunciato il proprio ritiro dall'attività agonistica e nel febbraio 2011 si è presentato al Tribunale del Lavoro di Lisbona per chiedere la pensione di invalidità. Nel giugno 2011 ha trovato un accordo fino al termine dell'anno con il Primeiro de Agosto. Dopo questa esperienza, che ha segnato la fine della carriera di Mantorras, il 5 giugno 2012 è stato premiato dal Benfica ed è diventato ambasciatore del club. Il 18 luglio 2012 si è tenuta la gara di addio al club lusitano.

### Nazionale
Con la selezione angolana Under-20 ha partecipato al Mondiale 2001, collezionando un totale di quattro presenze e una rete.
Ha debuttato con la Nazionale maggiore il 3 settembre 2000, in Burundi-Angola (0-0). Ha messo a segno la sua prima rete con la maglia della Nazionale il 17 agosto 2005, nell'amichevole Angola-Capo Verde (2-1), siglando il gol del momentaneo 1-1 al minuto 46. Ha partecipato, con la selezione angolana, ai Mondiali 2006, alla Coppa d'Africa 2006 e alla Coppa d'Africa 2010. È sceso in campo, inoltre, nelle qualificazioni ai Mondiali 2002, 2006 e 2010, alle qualificazioni alla Coppa d'Africa 2002, 2004 e 2010. Ha collezionato in totale, con la maglia della Nazionale angolana, 34 presenze e 5 reti.

## Statistiche

### Presenze e reti nei club
| Stagione        | Squadra            | Campionato      | Campionato | Campionato | Coppe nazionali | Coppe nazionali | Coppe nazionali | Coppe continentali | Coppe continentali | Coppe continentali | Altre coppe | Altre coppe | Altre coppe | Totale | Totale |
| Stagione        | Squadra            | Comp            | Pres       | Reti       | Comp            | Pres            | Reti            | Comp               | Pres               | Reti               | Comp        | Pres        | Reti        | Pres   | Reti   |
| --------------- | ------------------ | --------------- | ---------- | ---------- | --------------- | --------------- | --------------- | ------------------ | ------------------ | ------------------ | ----------- | ----------- | ----------- | ------ | ------ |
| 1999-2000       | Alverca            | PL              | 5          | 0          | TP              | 0               | 0               | -                  | -                  | -                  | -           | -           | -           | 5      | 0      |
| 2000-2001       | Alverca            | PL              | 26         | 10         | TP              | 0               | 0               | -                  | -                  | -                  | -           | -           | -           | 26     | 10     |
| Totale Alverca  | Totale Alverca     | Totale Alverca  | 31         | 10         |                 | 0               | 0               |                    | -                  | -                  |             | -           | -           | 31     | 10     |
| 2001-2002       | Benfica            | PL              | 30         | 13         | TP              | 2               | 0               | -                  | -                  | -                  | -           | -           | -           | 32     | 13     |
| 2002-2003       | Benfica            | PL              | 8          | 3          | TP              | 0               | 0               | -                  | -                  | -                  | -           | -           | -           | 8      | 3      |
| 2003-2004       | Benfica            | PL              | 0          | 0          | TP              | 0               | 0               | UCL+UEFA           | 0                  | 0                  | -           | -           | -           | 0      | 0      |
| 2004-2005       | Benfica            | PL              | 15         | 5          | TP              | 1               | 0               | UCL+UEFA           | 0+2                | 0+0                | STCDO       | 0           | 0           | 18     | 5      |
| 2005-2006       | Benfica            | PL              | 17         | 3          | TP              | 0               | 0               | UCL                | 5                  | 0                  | STCDO       | 0           | 0           | 22     | 3      |
| 2006-2007       | Benfica            | PL              | 17         | 2          | TP              | 1               | 0               | UCL+UEFA           | 4+1                | 0+0                | -           | -           | -           | 23     | 2      |
| 2007-2008       | Benfica            | PL              | 9          | 1          | TP+TL           | 0+1             | 0+0             | UCL+UEFA           | 0+2                | 0+1                | -           | -           | -           | 12     | 2      |
| 2008-2009       | Benfica            | PL              | 5          | 2          | TP+TL           | 0+0             | 0+0             | UEFA               | 0                  | 0                  | -           | -           | -           | 5      | 2      |
| 2009-2010       | Benfica            | PL              | 0          | 0          | TP+TL           | 0+1             | 0+0             | EL                 | 0                  | 0                  | -           | -           | -           | 1      | 0      |
| Totale Benfica  | Totale Benfica     | Totale Benfica  | 101        | 29         |                 | 6               | 0               |                    | 14                 | 1                  |             | 0           | 0           | 121    | 30     |
| giu.-dic. 2011  | Primeiro de Agosto | GB              | ?          | ?          | TA              | ?               | ?               | -                  | -                  | -                  | -           | -           | -           | ?      | ?      |
| Totale carriera | Totale carriera    | Totale carriera | 132+       | 39+        |                 | 6+              | 0+              |                    | 14                 | 1                  |             | 0           | 0           | 152+   | 40+    |

### Cronologia presenze e reti in nazionale
| Cronologia completa delle presenze e delle reti in nazionale ― Angola | Cronologia completa delle presenze e delle reti in nazionale ― Angola | Cronologia completa delle presenze e delle reti in nazionale ― Angola | Cronologia completa delle presenze e delle reti in nazionale ― Angola | Cronologia completa delle presenze e delle reti in nazionale ― Angola | Cronologia completa delle presenze e delle reti in nazionale ― Angola | Cronologia completa delle presenze e delle reti in nazionale ― Angola | Cronologia completa delle presenze e delle reti in nazionale ― Angola |
| Data                                                                  | Città                                                                 | In casa                                                               | Risultato                                                             | Ospiti                                                                | Competizione                                                          | Reti                                                                  | Note                                                                  |
| --------------------------------------------------------------------- | --------------------------------------------------------------------- | --------------------------------------------------------------------- | --------------------------------------------------------------------- | --------------------------------------------------------------------- | --------------------------------------------------------------------- | --------------------------------------------------------------------- | --------------------------------------------------------------------- |
| 18-6-2001                                                             | Rosario                                                               | Angola under 20                                                       | 0 – 0                                                                 | Rep. Ceca under 20                                                    | Mondiali Under-20 2001                                                | -                                                                     |                                                                       |
| 21-6-2001                                                             | Rosario                                                               | Giappone under 20                                                     | 1 – 2                                                                 | Angola under 20                                                       | Mondiali Under-20 2001                                                | -                                                                     | 67’                                                                   |
| 24-6-2001                                                             | Rosario                                                               | Angola under 20                                                       | 1 – 1                                                                 | Australia under 20                                                    | Mondiali Under-20 2001                                                | 1                                                                     | 72’                                                                   |
| 28-6-2001                                                             | Rosario                                                               | Angola under 20                                                       | 0 – 2                                                                 | Paesi Bassi under 20                                                  | Mondiali Under-20 2001                                                | -                                                                     |                                                                       |
| Totale                                                                |                                                                       | Presenze                                                              | 4                                                                     |                                                                       | Reti                                                                  | 1                                                                     |                                                                       |

| Cronologia completa delle presenze e delle reti in nazionale ― Angola | Cronologia completa delle presenze e delle reti in nazionale ― Angola | Cronologia completa delle presenze e delle reti in nazionale ― Angola | Cronologia completa delle presenze e delle reti in nazionale ― Angola | Cronologia completa delle presenze e delle reti in nazionale ― Angola | Cronologia completa delle presenze e delle reti in nazionale ― Angola | Cronologia completa delle presenze e delle reti in nazionale ― Angola | Cronologia completa delle presenze e delle reti in nazionale ― Angola |
| Data                                                                  | Città                                                                 | In casa                                                               | Risultato                                                             | Ospiti                                                                | Competizione                                                          | Reti                                                                  | Note                                                                  |
| --------------------------------------------------------------------- | --------------------------------------------------------------------- | --------------------------------------------------------------------- | --------------------------------------------------------------------- | --------------------------------------------------------------------- | --------------------------------------------------------------------- | --------------------------------------------------------------------- | --------------------------------------------------------------------- |
| 3-9-2000                                                              | Bujumbura                                                             | Burundi                                                               | 0 – 0                                                                 | Angola                                                                | Qual. Coppa d'Africa 2002                                             | -                                                                     |                                                                       |
| 28-1-2001                                                             | Luanda                                                                | Angola                                                                | 3 – 1                                                                 | Libia                                                                 | Qual. Mondiali 2002                                                   | -                                                                     |                                                                       |
| 14-11-2001                                                            | Lisbona                                                               | Portogallo                                                            | 5 – 1                                                                 | Angola                                                                | Amichevole                                                            | -                                                                     | 46’                                                                   |
| 15-1-2002                                                             | Mafikeng                                                              | Sudafrica                                                             | 1 – 0                                                                 | Angola                                                                | Amichevole                                                            | -                                                                     | 33’ 72’                                                               |
| 12-10-2002                                                            | Lilongwe                                                              | Malawi                                                                | 1 – 0                                                                 | Angola                                                                | Qual. Coppa d'Africa 2004                                             | -                                                                     | 78’                                                                   |
| 5-6-2005                                                              | Luanda                                                                | Angola                                                                | 2 – 1                                                                 | Nigeria                                                               | Qual. Mondiali 2006                                                   | -                                                                     | 74’                                                                   |
| 17-8-2005                                                             | Amadora                                                               | Angola                                                                | 2 – 1                                                                 | Capo Verde                                                            | Amichevole                                                            | 1                                                                     |                                                                       |
| 4-9-2005                                                              | Luanda                                                                | Angola                                                                | 3 – 0                                                                 | Gabon                                                                 | Qual. Mondiali 2006                                                   | 1                                                                     | 82’                                                                   |
| 8-10-2005                                                             | Kigali                                                                | Ruanda                                                                | 0 – 1                                                                 | Angola                                                                | Qual. Mondiali 2006                                                   | -                                                                     | 60’                                                                   |
| 17-1-2006                                                             | Rabat                                                                 | Marocco                                                               | 2 – 2                                                                 | Angola                                                                | Amichevole                                                            | 1                                                                     |                                                                       |
| 21-1-2006                                                             | Il Cairo                                                              | Camerun                                                               | 3 – 1                                                                 | Angola                                                                | Coppa d'Africa 2006 - Gironi                                          | -                                                                     | 60’                                                                   |
| 29-1-2006                                                             | Il Cairo                                                              | Angola                                                                | 3 – 2                                                                 | Togo                                                                  | Coppa d'Africa 2006 - Gironi                                          | -                                                                     | 61’                                                                   |
| 30-5-2006                                                             | Salerno                                                               | Argentina                                                             | 2 – 0                                                                 | Angola                                                                | Amichevole                                                            | -                                                                     | 48’                                                                   |
| 2-6-2006                                                              | Sittard                                                               | Turchia                                                               | 3 – 2                                                                 | Angola                                                                | Amichevole                                                            | -                                                                     | 81’                                                                   |
| 11-6-2006                                                             | Colonia                                                               | Angola                                                                | 0 – 1                                                                 | Portogallo                                                            | Qual. Mondiali 2010                                                   | -                                                                     | 60’                                                                   |
| 16-6-2006                                                             | Hannover                                                              | Messico                                                               | 0 – 0                                                                 | Angola                                                                | Qual. Mondiali 2010                                                   | -                                                                     | 68’                                                                   |
| 3-9-2006                                                              | Lobamba                                                               | eSwatini                                                              | 0 – 2                                                                 | Angola                                                                | Qual. Coppa d'Africa 2008                                             | -                                                                     | 58’                                                                   |
| 8-10-2006                                                             | Luanda                                                                | Angola                                                                | 3 – 1                                                                 | Kenya                                                                 | Qual. Coppa d'Africa 2008                                             | -                                                                     | 56’                                                                   |
| 25-3-2007                                                             | Luanda                                                                | Angola                                                                | 6 – 1                                                                 | Eritrea                                                               | Qual. Coppa d'Africa 2008                                             | 1                                                                     | 59’                                                                   |
| 2-6-2007                                                              | Asmara                                                                | Eritrea                                                               | 1 – 1                                                                 | Angola                                                                | Qual. Coppa d'Africa 2008                                             | -                                                                     | 56’                                                                   |
| 17-6-2007                                                             | Luanda                                                                | Angola                                                                | 3 – 0                                                                 | eSwatini                                                              | Qual. Coppa d'Africa 2008                                             | -                                                                     | 71’                                                                   |
| 1-6-2008                                                              | Luanda                                                                | Angola                                                                | 3 – 0                                                                 | Benin                                                                 | Qual. Mondiali 2010                                                   | -                                                                     | 67’                                                                   |
| 14-6-2008                                                             | Kampala                                                               | Uganda                                                                | 3 – 1                                                                 | Angola                                                                | Qual. Mondiali 2010                                                   | 1                                                                     | 59’                                                                   |
| 23-6-2008                                                             | Luanda                                                                | Angola                                                                | 0 – 0                                                                 | Uganda                                                                | Qual. Mondiali 2010                                                   | -                                                                     | 52’                                                                   |
| 25-3-2009                                                             | Olhão                                                                 | Angola                                                                | 0 – 1                                                                 | Capo Verde                                                            | Amichevole                                                            | -                                                                     | 62’                                                                   |
| 14-6-2009                                                             | Amadora                                                               | Angola                                                                | 0 – 0                                                                 | Guinea                                                                | Amichevole                                                            | -                                                                     | 72’                                                                   |
| 12-8-2009                                                             | Lisbona                                                               | Angola                                                                | 2 – 0                                                                 | Togo                                                                  | Amichevole                                                            | -                                                                     | 46’                                                                   |
| 9-9-2009                                                              | Albufeira                                                             | Angola                                                                | 1 – 1                                                                 | Capo Verde                                                            | Amichevole                                                            | -                                                                     | 61’                                                                   |
| 10-10-2009                                                            | Vila Real de Santo António                                            | Malta                                                                 | 1 – 2                                                                 | Angola                                                                | Amichevole                                                            | -                                                                     | 46’                                                                   |
| 14-10-2009                                                            | Olhão                                                                 | Angola                                                                | 0 – 0                                                                 | Camerun                                                               | Amichevole                                                            | -                                                                     | 70’                                                                   |
| 14-11-2009                                                            | Luanda                                                                | Angola                                                                | 1 – 1                                                                 | Rep. del Congo                                                        | Amichevole                                                            | -                                                                     | 46’                                                                   |
| 18-11-2009                                                            | Luanda                                                                | Angola                                                                | 0 – 0                                                                 | Ghana                                                                 | Amichevole                                                            | -                                                                     | 46’                                                                   |
| 3-1-2010                                                              | Vila Real de Santo António                                            | Angola                                                                | 1 – 1                                                                 | Gambia                                                                | Amichevole                                                            | -                                                                     | 60’                                                                   |
| 14-1-2010                                                             | Luanda                                                                | Angola                                                                | 2 – 0                                                                 | Malawi                                                                | Coppa d'Africa 2010 - Gironi                                          | -                                                                     | 63’                                                                   |
| Totale                                                                |                                                                       | Presenze                                                              | 34                                                                    |                                                                       | Reti                                                                  | 5                                                                     |                                                                       |

## Palmarès

### Club

#### Competizioni nazionali
- Campionato portoghese: 2

Benfica: 2004-2005, 2009-10
- Supercoppa di Portogallo: 1

Benfica: 2005
- Coppa di Lega portoghese: 1

Benfica: 2009-2010